# Черкассы (станция)
Черкассы (укр. Черкаси) — железнодорожная станция Одесской железной дороги, расположенная в городе Черкассы на Украине.

## История
Первая железнодорожная станция была построена в 1876 году, и представляла собой деревянное здание на 15 мест для ожидания. Вокзал был оборудован самоваром и буржуйкой.
В конце XIX века линия железной дороги пролегала непосредственно через город, по диагонали через углы перекрестков улиц Ильина — Пастеровской и Шевченко — Парижской Коммуны, и продолжалась далее по современной улице Героев Сталинграда до пристани на Днепре. Конечной остановкой была станция «Черкассы-Пристань», от которой шло ответвление к сахарному заводу. Линия между двумя станция использовалась для городских перевозок пассажиров, что заменяло горожанам трамвай.
В 1913-1914 годах железнодорожный вокзал был полностью переоборудован.
В 1952 году, за два года до образования Черкасской области, был разработан проект строительства нового вокзального комплекса. Это был первый проект в СССР, когда при строительстве железнодорожного вокзала учитывалось возведения и автобусной станции. Сначала работы планировалось закончить к 40-летию Октября, но при строительстве нового областного центра все усилия бросались на развитие промышленности. Поэтому к строительству станции приступили лишь в марте 1961 года. Строительство было закончено в 1963 году и новое здание открыли 5 ноября 1963 года.

## Галерея
- Зал ожидания в здании вокзала.
- Кассовый зал в здании вокзала.
- Локомотивное депо возле станции.
- Дизель-поезд ДПКр3-001 на станции Черкассы